# Rod La Rocque
Rod La Rocque, all'anagrafe Roderick La Rocque (Chicago, 29 novembre 1898 – Beverly Hills, 15 ottobre 1969), è stato un attore statunitense, divo del cinema muto.

## Biografia

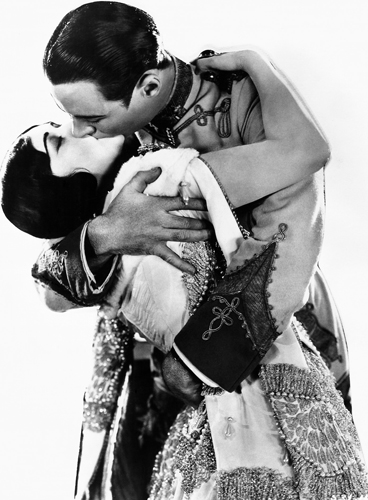
Pola Negri e La Rocque in La zarina (1924)

Nato a Chicago con il nome di Roderick La Rocque, cominciò a calcare i palcoscenici già a sette anni. Andò a lavorare all'Essanay, la casa cinematografica fondata nel 1907 a Chicago, compagnia per cui lavorò fino a quando non ne vennero chiusi gli studi.
A New York, La Rocque lavorò in teatro, dove venne notato dal famoso produttore cinematografico Samuel Goldwyn. Per l'attore, a Hollywood, incominciò una nuova fase della carriera che, da quel momento, prese il volo. La Rocque diventò una star, un nuovo eroe romantico dello schermo. Reciterà a fianco delle attrici più famose: sue partner furono Mabel Normand, Mae Marsh, Mae Murray, Pola Negri, Dolores del Río, Billie Dove, Joan Crawford, Lupe Vélez, Barbara Stanwyck.
All'avvento del sonoro, venne confinato in ruoli secondari. Si ritirò dalle scene nel 1941, occupandosi da quel momento in poi del mercato immobiliare.

## Vita privata
Nel 1927 La Rocque sposò un'altra diva di Hollywood, l'attrice ungherese Vilma Bánky; il loro matrimonio - ampiamente pubblicizzato dalla stampa dell'epoca - durò fino alla morte dell'attore, nel 1969.

## Filmografia
- The Showman, regia di E.H. Calvert (1914)
- The Alster Case, regia di J. Charles Haydon (1915)
- Destiny, regia di Harry Beaumont - cortometraggio (1916)
- The Intruder - cortometraggio (1916)
- The Lightbearer - cortometraggio (1916)
- The Little Shepherd of Bargain Row, regia di Fred E. Wright (1916)
- The War Bride of Plumville, regia di Fred E. Wright - cortometraggio (1916)
- The Face in the Mirror, regia di Charles Ashley - cortometraggio (1916)
- The Prince of Graustark, regia di Fred E. Wright (1916)
- Sundaying in Fairview, regia di Lawrence C. Windom - cortometraggio (1917)
- Filling His Own Shoes, regia di Harry Beaumont (1917)
- Vernon, the Bountiful - cortometraggio (1916)
- Efficiency Edgar's Courtship, regia di Lawrence C. Windom (1917)
- The Fable of the Wandering Boy and the Wayward Parents, regia di Richard Foster Baker - cortometraggio (1917)
- The Fable of the Twelve-Cylinder Speed of the Leisure Class, regia di Richard Foster Baker - cortometraggio (1917)
- The Fable of What Transpires After the Wind-Up, regia di Richard Foster Baker - cortometraggio (1917)
- The Fable of What the Best People Are Not Doing, regia di Richard Foster Baker - cortometraggio (1917)
- The Fable of the Speedy Sprite, regia di Richard Foster Baker - cortometraggio (1917)
- The Fable of All That Triangle Stuff As Sized Up by the Meal Ticket, regia di Richard Foster Baker - cortometraggio (1917)
- The Fable of the Film Fed Family, regia di Richard Foster Baker - cortometraggio (1917)
- The Fable of the Girl Who Took Notes and Got Wise and Then Fell Down, regia di Richard Foster Baker - cortometraggio (1917)
- The Fable of the Back-Trackers from the Hot Sidewalks, regia di Lee Metford - cortometraggio (1917)
- The Fable of the Uplifter and His Dandy Little Opus, regia di Richard Foster Baker - cortometraggio (1917)
- The Dream Doll, regia di Howard S. Moss (1917)
- Sadie Goes to Heaven, regia di W. S. Van Dyke (1917)
- Uneasy Money, regia di Lawrence C. Windom (1918)
- Ruggles of Red Gap, regia di Lawrence C. Windom (1918)
- Let's Get a Divorce, regia di Charles Giblyn (1918)
- The Venus Model, regia di Clarence G. Badger (1918)
- Avidità del denaro (Money Mad), regia di Hobart Henley (1918)
- Hidden Fires, regia di George Irving (1918)
- A Perfect 36, regia di Charles Giblyn (1918)
- A Perfect Lady, regia di Clarence G. Badger (1918)
- Love and the Woman, regia di Tefft Johnson (1919)
- Easy to Get, regia di Walter Edwards (1920)
- Jazzmania, regia di Robert Z. Leonard (1923)
- Bambola francese (The French Doll), regia di Robert Z. Leonard (1923)
- La zarina (Forbidden Paradise), regia di Ernst Lubitsch (1924)
- Anime nel turbine (Feet of Clay), regia di Cecil B. DeMille (1924)
- Code of the Sea, regia di Victor Fleming (1924)
- Il letto d'oro (The Golden Bed), regia di Cecil B. DeMille (1925)
- Sangue indiano (Braveheart), regia di Alan Hale (1925)
- La torre dei supplizi (The Coming of Amos), regia di Paul Sloane (1925)
- Gigolo, regia di William K. Howard (1926)
- The Cruise of the Jasper B, regia di James W. Horne (1926)
- Resurrezione (Resurrection), regia di Edwin Carewe (1927)
- Il covo degli avvoltoi (Stand and Deliver), regia di Donald Crisp (1928)
- Hold 'Em Yale, regia di Edward H. Griffith (1928)
- Rondine marina (The Man and the Moment), regia di George Fitzmaurice (1929)
- La porta chiusa (The Locked Door), regia di George Fitzmaurice (1929)
- Notte romantica (One Romantic Night), regia di Paul L. Stein (1930)
- La donna del mistero (Mystery Woman), regia di Eugene Forde (1935)
- L'uomo senza volto (The Preview Murder Mystery), regia di Robert Florey (1936)
- Till We Meet Again, regia di Robert Florey (1936)
- L'accusatore segreto (International Crime), regia di Charles Lamont (1938)
- Notre Dame (The Hunchback of Notre Dame), regia di William Dieterle (1939)
- Al di là del domani (Beyond Tomorrow), regia di A. Edward Sutherland (1940)
- Arriva John Doe (Meet John Doe), regia di Frank Capra (1941)